# Henning Enoksen
Henning Enoksen, né le 26 septembre 1935 à Nykøbing Mors et mort le 25 septembre 2016, est un footballeur danois dans les années 1960.

## Biographie
Cet attaquant qui a joué à Silkeborg, Vejle et AGF Århus,  faisait partie de l'équipe danoise olympique qui a remporté la médaille d'argent aux Jeux olympiques de 1960.
Il totalise 54 sélections et 29 buts en équipe du Danemark.